# Heelas of Reading

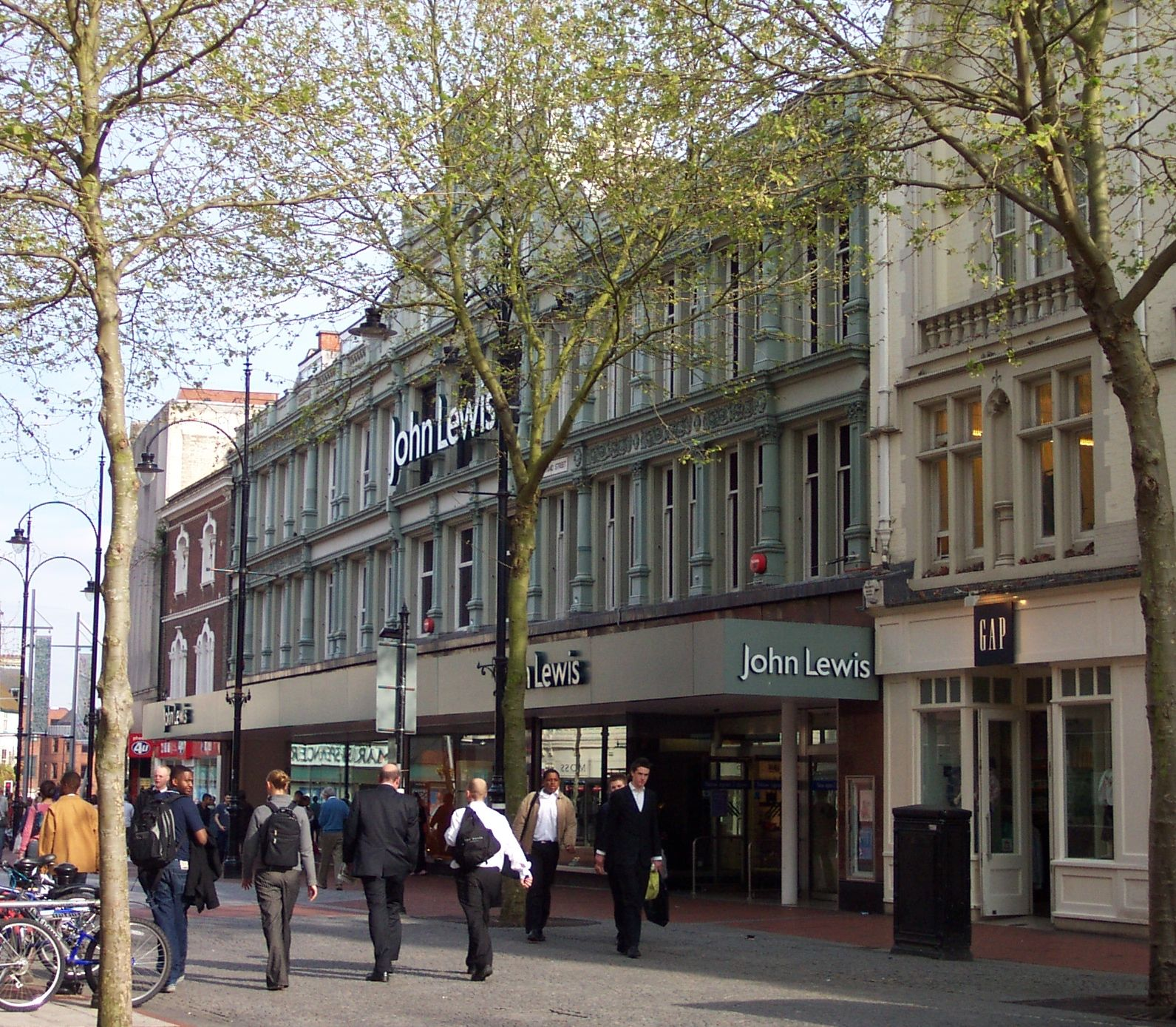
De voorkant van de winkel aan Broad Street

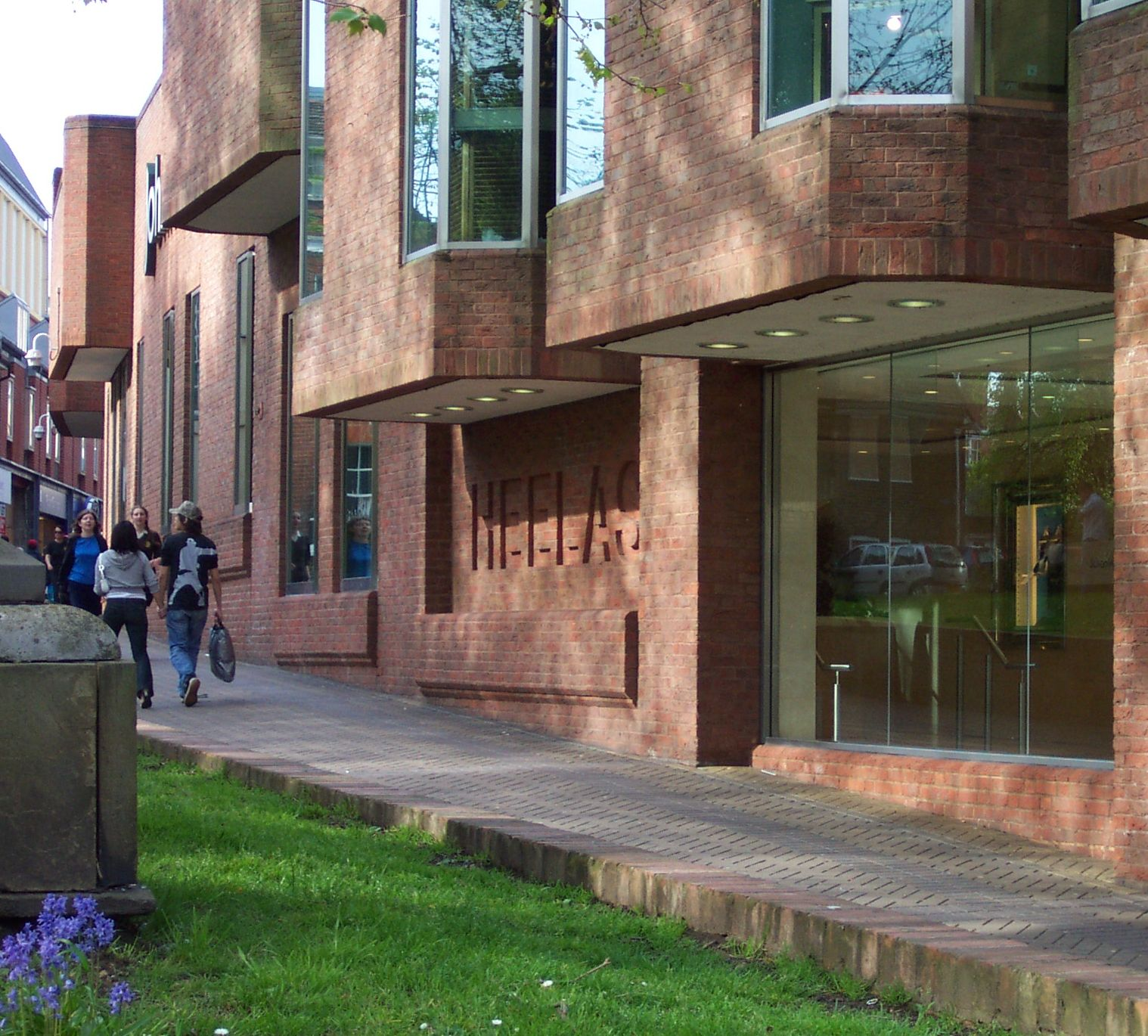
De zijkant van de winkel met de naam "Heelas" zichtbaar

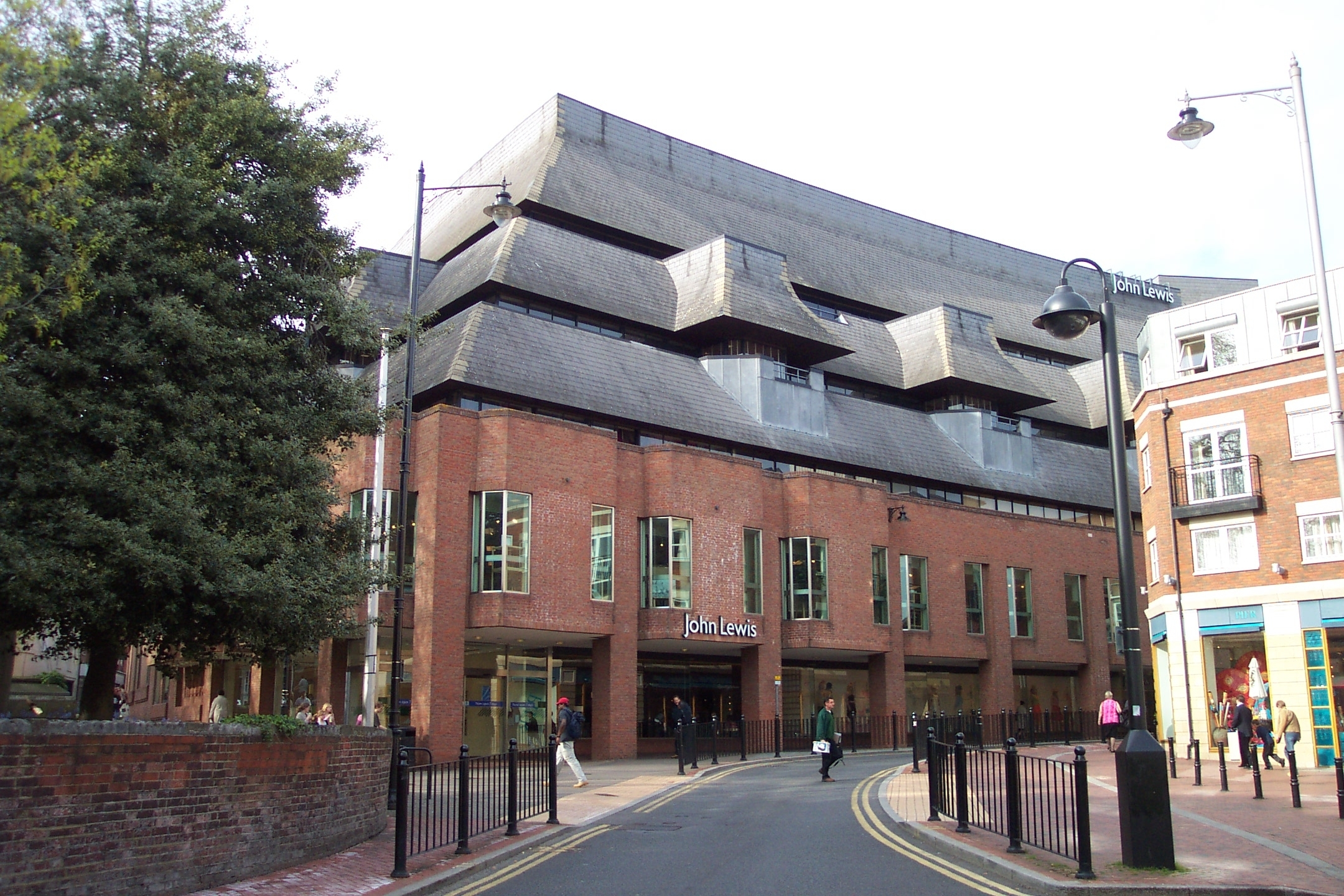
De achterkant van de winkel aan de Minster Street

Heelas (sinds 2001 geëxploiteerd als John Lewis & Partners) is een groot warenhuis in Reading in het Engelse graafschap Berkshire. Het stond tot 2001 bekend als Heelas en die naam wordt nog steeds algemeen gebruikt. De voorzijde van de winkel ligt aan de belangrijkste autovrije winkelstraat van Reading, Broad Street, en grenst aan Minster Street en het winkelcentrum The Oracle. De winkel is sinds 1953 eigendom van het John Lewis Partnership.

## Geschiedenis
Heelas begon in Reading met slechts een kleine winkel aan Minster Street 33. John Heelas, die al een winkel had in Wokingham, richtte in 1854 het nieuwe bedrijf op met zijn zonen John en Daniel. Ze omschrijven zichzelf als 'Linen and Woollen Drapers, Silk Mercers etc...'. In de loop der jaren verwierven ze aangrenzende panden en in 1877 was het bedrijf een warenhuis geworden.
In 1897 werd het familiebedrijf een naamloze vennootschap, Heelas Sons and Co. Ltd. en in 1890 werd het House of Heelas aangesteld als kleding- en woninginrichter van de toenmalige Prins van Wales. Deze werd voortgezet bij zijn troonsbestijging als koning Edward VII .
In 1907 werd de winkel herbouwd en de directie had er alle vertrouwen in dat de 'mooie overzichtelijke panden zouden bijdragen aan het welbevinden van de cliënteel'. Zowel John als Daniel Heelas stierven in 1910 en hun opvolgers, John Heelas Junior en Edward Heelas, erfden een bloeiend bedrijf. Heelas werd een belangrijk instituut in Reading en in 1937 begon John Lewis Partnership overnamegesprekken met het warenhuis. Tot een overname kwam het daarbij niet, maar in 1947 werd Heelas verkocht aan Charles Clore. Hij deed het drie jaar later van de hand aan United Drapery Stores, die het op zijn beurt in 1953 verkocht aan het John Lewis Partnership  Tijdens deze veranderingen bleef de winkel handelen als Heelas.
Ten tijde van de overname door John Lewis was de winkel de grootste winkel in Berkshire. Omdat het bedrijf bleef groeien, werd de winkel uiteindelijk echter als te klein beschouwd en moest worden uitgebreid. In 1975 werden ambitieuze herontwikkelingsplannen aangekondigd en in de winkel werd een grootschalig model van de plannen tentoongesteld. De bouw begon in december 1979 en werd uitgevoerd in drie fasen, waardoor de winkel open kon blijven tijdens de werkzaamheden. Terwijl de voorkant van de winkel uit 1907 aan Broad Street weinig veranderde, werd de achterkant aan  Minster Street afgebroken en vervangen door een nieuw gebouw van vijf verdiepingen met een atrium. De bouw werd voltooid in november 1985.
In 1999 werd achter de winkel een groot nieuw winkel- en vrijetijdscentrum geopend, The Oracle. Onder de vele winkels bevinden zich de warenhuizen Debenhams en House of Fraser, waardoor de concurrentie in Reading toenam. Op zondag 2 september 2001 werd de naam van de winkel veranderd van Heelas in John Lewis als onderdeel van een brede rebranding van het bedrijf. Het was ook de eerste keer dat de winkel op zondag open was. 
Alle verwijzingen in de winkel en aan de buitenkant naar de naam Heelas zijn verdwenen, met uitzondering in de gevel uit het gebouw uit 1979, waar de naam ingemetseld is. Het hernoemen veroorzaakte enige lokale controverse, omdat sommige mensen vonden dat de stad een deel van haar geschiedenis verloor.
Op 9 februari 2007 kreeg de winkel een koninklijke onderscheiding van Hare Majesteit de Koningin. Dit gaf John Lewis Reading het recht om het wapen van de koningin tonen, samen met de woorden "By Appointment to Her Majesty The Queen, Suppliers of Household and Fancy Goods", op het gebouw, de voertuigen en het briefpapier van de winkel.